# Stânjen
Stânjen war ein rumänisches Längenmaß und auch Grundlage für das Flächen- und Volumenmaß.

## Längenmaß

### Walachei
- 1 Stânjen = 8 Palme = 10 Degete = 1000 Linii = 1,97 Meter
  - 3 Stânjeni = 1 Prăjină
  - 10.000 Stânjeni = 1 Postâ

### Moldau
- 1 Stânjen = 8 Palme gospodâresti =  64 Palmace = 2,23 Meter

## Flächenmaß

### Moldau
- 1 Stânjen = 1,6576 Quadratmeter

### Walachei
- 1 Stânjen = 64 Palme pătrati = 6400 Degete patrati = 640.000 Linii pătrati = 3,86712 Quadratmeter

## Volumenmaß

### Moldau
- 1 Stânjen cubic = 512 Palme cubice = 11,08957 Kubikmeter

### Walachei
- 1 Stânjen cubic = 512 Palme cubice = 7,604696 Kubikmeter